# 긴코정
긴코정(일본어: 錦江町)은 일본 가고시마현 오스미반도 서부에 있는 기모쓰키군의 정이다. 2005년 3월 22일에 오네지메정과 다시로정이 합병해 탄생했다.

## 지리
정역의 대부분은 기모쓰키 산지(구니미 연산)가 차지하고 있고 서부는 긴코만(가고시마만)과 접하며 사쓰마반도와 마주본다. 서쪽 해안부와 그 외의 지역은 아타칼데라가 형성한 절벽에 가로막혀 있고 동쪽에는 오네지메 대지가 펼쳐져 있다. 미나미오스미정과의 경계에는 조엽수림대가 펼쳐지고 이나오다케는 일본의 천연기념물(천연보호구역)로 지정되어 있다.

### 인접한 자치체
- 가노야시
- 기모쓰키군 기모쓰키정·미나미오스미정

## 역사
조몬 시대부터의 유적이 정내에서 발굴되고 있어 이 때부터 사람이 살았던 것으로 추정된다. 713년에 오스미국이 설치되면서 기모쓰키군에 속했고 이후에는 오스미군에 속하게 되었다.
에도 시대에는 오네지메와 다시로 등 2개 향이 놓였다. 오네지메향과 다시로향은 정촌제 시행시(1889년)에 그대로 오네지메촌과 다시로촌이 되었다. 오네지메촌은 1933년 8월, 다시로촌은 1961년 4월에 각각 정으로 승격했다. 이후 2005년 3월 22일에 오네지메정·다시로정이 대등 합병해 긴코정이 성립했다.

## 교통

### 도로
- 국도 269호선
- 국도 448호선

## 자매 도시
- 일본 가고시마현 오시마군 요론정